# Weyrauchia aeruginosa
Weyrauchia aeruginosa là một loài bọ cánh cứng trong họ Cerambycidae.